# Cesinali
Cesinali est une commune de la province d'Avellino dans la région Campanie en Italie.

## Administration
| Période                                  | Période  | Identité           | Étiquette       | Qualité |
| ---------------------------------------- | -------- | ------------------ | --------------- | ------- |
| 14 juin 2004                             | En cours | Ciro Aniello Tango | Centro-Sinistra |         |
| Les données manquantes sont à compléter. |          |                    |                 |         |

### Hameau
Villa San Nicola

### Communes limitrophes
Aiello del Sabato, Atripalda, San Michele di Serino, Santo Stefano del Sole